# Oroqen (langue)
Cet article concerne la langue orotchone ou oroqen. Pour le peuple orotchone ou oroqen, voir Oroqen.
L'oroqen, également appelé orochon, oronchon, olunchun, elunchun et ulunchun, est une langue toungouse parlée en Chine dans la province du Heilongjiang, en Mongolie-Intérieure et peut-être en Sibérie orientale. Ses locuteurs, au nombre de 1 200, dont 800 monolingues, font partie de la nationalité oroqen. Des programmes radio sont diffusés en oroqen.

## Sources
- (en) Fiche langue [orh] dans la base de données linguistique Ethnologue.